# Albert Schönberger

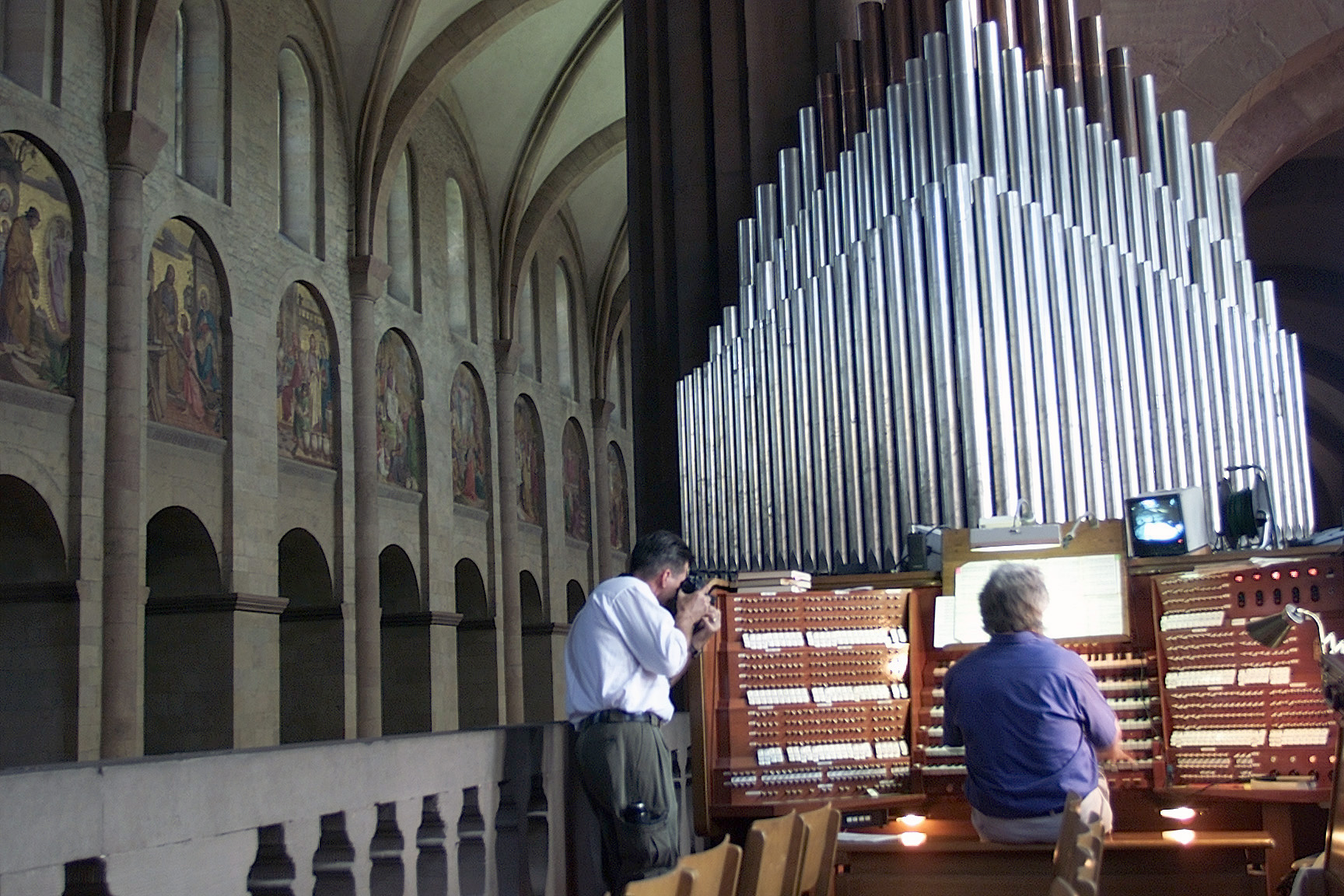
Albert Schönberger beim Proben

Albert Schönberger (* 12. Mai 1949 in Augsburg) ist ein deutscher Organist und Kirchenmusiker. Von 1985 bis 2010 war er Domorganist am Hohen Dom zu Mainz.

## Leben
Albert Schönberger verbrachte seine Kindheits- und Jugendjahre in Münster am Lech. Hier begann er mit dem Orgelspiel.
Er studierte an der Kirchenmusikschule in Regensburg, wo er das B-Examen und Baccalaureat für Orgel erreichte, und an der Staatlichen Hochschule für Musik und München, an der er sein Diplom als Kirchenmusiker machte. 1981 wurde er Dompfarrorganist in Mainz und Dozent am Bischöflichen Institut für Kirchenmusik Mainz; 1983 auch Dozent für künstlerisches Orgelspiel und Orgelimprovisation an der Johannes Gutenberg-Universität in Mainz. Nachdem sein Vorgänger Monsignore Heino Schneider 1985 in den Ruhestand gegangen war, ernannte ihn Bischof Karl Lehmann am 1. März zum neuen Domorganisten am Mainzer Dom. 1994 gab er seine Lehrtätigkeit an der Universität auf. Am 25. April 2010 wurde Schönberger in einer feierlichen Vesper in den Ruhestand verabschiedet. Für seine Verdienste auf dem Gebiet der Musikpflege und Musikschöpfung erhielt er 2011 die Peter-Cornelius-Plakette des Landes Rheinland-Pfalz.
Neben seinem Schwerpunkt Improvisation betätigt sich Schönberger in jüngerer Zeit mit Komponieren. Seine Werke für Orgel, Sopran & Orgel sowie gemischten Chor finden guten Anklang. Insbesondere ragen aus seinen Kompositionen Oratorien für Solisten, Streicher, Bläser, Orgel und Sprecher heraus. Er versteht seine Musik als „Einblendung“, mit welcher textliche Aussagen, die den Hintergrund für seine Musik bilden, eine besondere Unterstreichung bzw. Betonung und Hervorhebung erfahren.
Ebenso wecken sein Tauflied Segne dieses Kind sowie die von ihm erdachten Mainzer Bibelgesänge große Aufmerksamkeit. Seine erste Kantate über das Adventlied O komm, o komm Emanuel, für Sprecher/Bariton, Sopran, Bläserquintett, 2 Trompeten-Soli und Orgel erfuhr am 29. November 2005 im Mainzer Dom die Uraufführung.
Schönberger versteht seine Musik als Klang-Bild, das den Hörer mit-hereinnehmen soll in die Ausarbeitung eines Gedankens oder Themas. Sein Konzept, Musik als „Verlängerung des musikalisch-liturgisch-theologischen Gedankens“,  den er in Konzerten, Orgelmatineen und Orgelabenden darbietet, ist weit über das Mainzer Bistum hinaus bekannt geworden. Darüber hinaus konnte er sich auf internationaler Ebene auch durch Konzerte und Meisterkurse in Fachkreisen einen Namen machen.
Da die Konzeption der Mainzer Domorgel und die schwierige Akustik des Domes barocke Orgelliteratur etwa von Johann Sebastian Bach nicht bevorzugt, lag der Schwerpunkt während seiner Tätigkeit als Mainzer Domorganist eher auf den Werken der Romantik, der Moderne und der Freien Improvisation.

## Kompositionen

### Weihnachtsoratorium
Nach seiner Pensionierung schuf Schönberger ein Weihnachtsoratorium mit Episoden aus dem Lukasevangelium unter dem Leitspruch „… und Friede auf Erden…“. Es wurde am 3. Advent 2018 in der Neuapostolischen Kirche Weimar uraufgeführt.

### Auswahl
- Auf Wiedersehen im Himmel: Kinder und Jugendliche als Opfer des Nationalsozialismus (Oratorium)
- Versöhnung
- Macht hoch die Tür – Liedkantate für Orgel, 4–5stimmiger gemischter Chor und Trompete ad lib. (Rhythmicon-Musikverlag, Mainz)
- Christ ist erstanden – Choralphantasie für Orgel
- Weiterleben bis zum Tod – Oratorium für Solisten, Sprecher, Chor & Orchester
- Die Seligpreisungen – für 4stg.gem. Chor (Rhythmicon-Musikverlag, Mainz)
- Denn wir müssen Gott mehr gehorchen als den Menschen – Die Passion des Franz Jägerstätter – Oratorium für Sprecher, Solisten, Chor, Orgel & Orchester
- die Innsbrucker jakobus-Messe für 4stg. gem. Chor, Orgel, Alphorn, 2 Trp. und 2 Pos. (Rhythmicon-Musikverlag, Mainz)
- Das MAINZER CREDO – symphon. Glaubensbekenntnis in 7 Bildern für 2 Chöre, Solisten, Sprecher, Orgel & Orch. (Rhythmicon-Musikverlag, Mainz) – Das Werk wurde zum 25j. Bischofsjubiläum von H.H. Karl Kardinal Lehmann komponiert und am 8. Juni 2008 im Hohen Dom zu Mainz uraufgeführt. Es liegt bei organophon als Live-Aufnahme in CD vor
- 12 Kreuzklänge – zu Franz Werfels „Die wahre Geschichte vom wiederhergestellten Kreuz“ (Holocaust-Veranstaltung LESUNG & MUSIK am 27. Januar 2008 in Mainz)
- Das Innsbrucker Jakobuslied – f. 4stg.gem. Chor, Orgel und Bläser (Rhythmicon-Musikverlag, Mainz)
- Nun danket alle Gott – Intrada für 4–5 Bläser & Orgel
- Dein Wort ist wie Licht in der Nacht – Neues geistl. Lied für Solistin, Gemeinde, Orgel und Bläser (UA zum Jahr der Bibel, Live bei Phoenix)
- Lobt Gott, ihr Christen (und „Nun danket alle Gott“) für 11 Bläserstimmen (UA 2005, Mainzer Dom)

## Tondokumente
- Auf Wiedersehn im Himmel
- Ein Haus von Glorie schauet – Orgelklänge aus dem Mainzer Dom
- Musikalische Kostbarkeiten aus den hohen Dom zu Mainz
- Weihnachtliche Orgelklänge aus dem hohen Dom zu Mainz
- Musik im Mainzer Dom
- Bläser- und Orgelmusik aus dem Hohen Dom zu Mainz (1994)
- Missa moguntina
- Grosse Messe für 4 Solostimmen, Chor, Orchester und Orgel op. 27
- Heilige Nacht
- Die Orgeln im Hohen Dom zu Mainz
- Das MAINZER CREDO – Live-Aufnahme der UA des symph.Glaubensbekenntnisses für 2 Chöre, Solisten, Sprecher, Orgel & Orchester (zum 25-jährigen Bischofsjubiläum Karl Kardinal Lehmann), Mainz
- Die wahre Geschichte vom wiederhergestellten Kreuz v. Franz Werfel mit Musik „12 Kreuzklänge“ von Albert Schönberger (Musik und Leitung. Albert Schönberger)
- Adeste fideles – Adventl. und weihnachtl. Improvisationen für Orgel & Trompete (bei IFO-records)
- Denn wir müssen Gott mehr gehorchen – die Passion des Franz Jägerstätter – ORATORIUM für Chor, Solisten, Sprecher und Orchester
- Haydn und Mozart in Mainzer Barockkirchen. Albert Schönberger und das Mainzer Kammerorchester in der Seminarkirche (Augustinerkirche)
- Festliche Bläser- und Orgelmusik in St. Wolfgang, Dieburg
- Der Paradiesvogel – Zauberhafte Flöten- und Orgelklänge, mit Renate Kehr eingespielt auf der historischen Stumm-Orgel in der Mainzer Augustinerkirche, auf der Historische Geissel-Orgel in Gau-Bischofsheim und auf der Oberlinger-Orgel in St. Martin, Hermeskeil, 1994 gebaut, III/34. (1999)
- The Best of Albert Schönberger. Freie Improvisationen an den Orgeln des Mainzer Domes und der Mainzer Augustinerkirche
- Domorganist Schönberger an den Orgeln im Hohen Dom zu Mainz
- Musikalischer Gruß aus dem Mainzer Dom
- Lobet den Herren – Fantasien und Improvisationen
- Mainzer Kammerorchester – Auslese 2011. Kammermusik-CD eingespielt mit dem Mainzer Kammerorchester
- Renate Kehr – Mainzer Kammerorchester. Albert Schönberger als Mitwirkender